# NK Osijek
NK Osijek je hrvaški nogometni klub iz Osijeka.

## Zgodovina
Nogometni klub je bil ustanovljen leta 1947 pod imenom »Proleter« in je v tistem času sodeloval v različnih tekmovanjih v SFRJ. 
NK Osijek igra v 1. hrvaški ligi od osamosvojitve Hrvaške.

## Igrišče
NK Osijek domače tekme igra na igrišču Gradski vrt.

## Klubski uspehi
- 1 krat zmagovalci Hrvaškega nogometnega pokala (1999)
- 1 krat finalisti Hrvaškega nogometnega pokala (2012)

## Znani igralci
- Davor Šuker

## Navijači
Navijači so znani pod imenom Kohorta Osijek.